# Oneindige deelbaarheid
In de kansrekening is oneindige deelbaarheid de eigenschap van veel stochastische variabelen dat zij zich als de som van een willekeurig aantal stochastisch onafhankelijke gelijkverdeelde stochastische variabelen laten beschrijven. Ook de kansverdeling van een dergelijke stochastische variabele wordt oneindig deelbaar genoemd. De term werd geïntroduceerd in 1929 door de Italiaans-Oostenrijkse wiskundige Bruno de Finetti. Oneindige deelbaarheid speelt een belangrijke rol bin de theorie van lévyprocessen. 

## Definitie
Zij {\displaystyle (\Omega ,\Sigma ,P)} een kansruimte en {\displaystyle X:\Omega \to \mathbb {R} ^{d}} een d-dimensionale stochastische variabele daarop, dan heet {\displaystyle X} oneindig deelbaar op deze kansruimte, als er voor iedere {\displaystyle n\in \mathbb {N} } onderling onafhankelijke en gelijkverdeelde stochastische variabelen {\displaystyle X_{1},X_{2},\ldots X_{n}:\Omega \to \mathbb {R} ^{d}} bestaan, waarvoor geldt:
{\displaystyle \sum _{i=1}^{n}X_{i}\sim X}.

## Voorbeelden
- Elke normaal verdeelde stochatische variabele {\displaystyle X\sim N(\mu ,\sigma ^{2})} is oneindig deelbaar, want voor {\displaystyle n\in \mathbb {N} } kiest men onafhankelijke {\displaystyle X_{1},X_{2},\dots ,X_{n}\sim N\left({\tfrac {1}{n}}\mu ,{\tfrac {1}{n}}{\sigma ^{2}}\right)}.

- De exponentiële verdeling met verwachtingswaarde {\displaystyle \mu } is oneindig deelbaar, want het is de verdeling van de som van {\displaystyle n} onafhankelijke, gamma-verdeelde variabelen met verwachtingswaarde {\displaystyle {\tfrac {1}{n}}\mu } en variantie {\displaystyle {\tfrac {1}{n}}\mu ^{2}}.

- De poissonverdeling is een discrete oneindig deelbare verdeling. De poissonverdeling met parameter (verwachtingswaarde) {\displaystyle \lambda } is de verdeling van de som van {\displaystyle n} onafhankelijke, poissonverdeelde variabelen met parameter {\displaystyle {\tfrac {1}{n}}\lambda }.

- Andere voorbeelden van oneindig deelbaar verdelingen zijn: de Gamma-verdeling (dus ook de chi-kwadraatverdeling en de exponentiële verdeling), de lognormale verdeling, de logistische verdeling, de paretoverdeling,  de negatief-binomiale verdeling, de Gumbelverdeling, de F-verdeling en de t-verdeling.

- Gemakkelijk is in te zien dat de Bernoulli-verdeling, dus met {\displaystyle P(X=1)=1-P(X=0)=p}, niet oneindig deelbaar is. Stel voor {\displaystyle n=2} zijn {\displaystyle X_{1}} en {\displaystyle X_{2}} onafhankelijke gelijkverdeeld variabelen met {\displaystyle X_{1}+X_{2}\sim X}. Zij kunnen niet triviaal zijn, d.w.z. slechts één waarde aannemen, want dan zou {\displaystyle X} ook triviaal zijn. Dus moeten {\displaystyle X_{1}} en {\displaystyle X_{2}} ten minste twee verschillende waarden aannemen met positieve kans, zeg {\displaystyle a,b\in \mathbb {R} ,a\neq b}. De som {\displaystyle X_{1}+X_{2}} neemt dan met positieve kans drie verschillende waarden {\displaystyle 2a,2b} en {\displaystyle a+b} aan en is dus niet Bernoulli-verdeeld. Analoog kan worden aangetoond dat een niet-triviale verdeling die slechts een eindig aantal waarden aanneemt, niet oneindig deelbaar is.

- Met iets meer moeite kan worden aangetoond dat de uniforme verdeling ook niet oneindig deelbaar is.

## Relatie met het lévyproces
Voor de stochastische variabelen {\displaystyle U} en {\displaystyle V} bestaat precies dan een lévyproces {\displaystyle (X_{t}),\;t\in \mathbb {Q} } met toestanden {\displaystyle X_{0}\sim U,X_{1}\sim V}, als de variabele {\displaystyle V-U}oneindig deelbaar is. Dit resultaat van Paul Lévy vereenvoudigd aanmerkelijk het bewijs van het bestaan van de brownse beweging, dat als eerste bewezen werd door Norbert Wiener in 1923, aangezien gemakkelijk aangetoond kan worden dat de normale verdeling oneindig deelbaar is.

## Karakteriseringen
De bovenstaande definitie is in termen van stochastische variabelen. Het is ook mogelijk oneindige deelbaarheid te karakterisen in termen van verdelingsfuncties. De verdelingsfunctie van de som van onafhankelijke gelijkverdeelde variabelen is de convolutie van de verdelingsfuncties van de termen.
Een verdelingsfunctie {\displaystyle F} is dan en slechts dan oneindig deelbaar, als er voor iedere {\displaystyle n\in \mathbb {N} ,n>0} een verdelingsfunctie {\displaystyle F_{n}} bestaat, zo, dat:
{\displaystyle F={F_{n}}^{n*},}
waarin {\displaystyle n*} de {\displaystyle n}-voudige convolutie is.
Omdat de karakteristieke functie van een convolutie het product is van de afzonderlijke karakteristieke functies, kan oneindige deelbaarheid ook gekarakteriseerd worden in termen van karakteristieke functies.
Een karakteristieke functie {\displaystyle \varphi } is dan en slechts dan oneindig deelbaar, als er voor iedere {\displaystyle n\in \mathbb {N} ,n>0} een karakteristieke functie {\displaystyle \varphi _{n}} bestaat, zo, dat:
{\displaystyle \varphi (t)=(\varphi _{n}(t))^{n},}
Vanwege deze laatste eenvoudige karakterisering kan in sommige gevallen de vraag naar oneindige deelbaarheid gemakkelijk beantwoord worden. Zo geldt voor de karakteristieke functie van de chi-kwadraatverdeling met parameter {\displaystyle m}:
{\displaystyle \varphi (t)={\frac {1}{(1-2it)^{\frac {m}{2}}}}=(\varphi _{n}(t))^{n}},
waarin
{\displaystyle \varphi _{n}(t)={\frac {1}{(1-2it)^{\frac {m}{2n}}}}}
weer de karakteristieke functie is van de chi-kwadraatverdeling met parameter {\displaystyle m/n}.

## Kanonieke voorstelling
Uit de karakterisering met behulp van karakteristieke functies, kunnen kanonieke voorstellingen voor oneindig deelbare verdelingen afgeleid worden.
Een verdelingsfunctie {\displaystyle F} is dan en slechts dan oneindig deelbaar, als de bijbehorende karakteristieke functie {\displaystyle \varphi } een van de volgende vormen heeft:
{\displaystyle \log \varphi (t)=iat+\int \limits _{-\infty }^{\infty }\left(e^{itu}-1-{\frac {itu}{1+u^{2}}}\right){\frac {1+u^{2}}{u^{2}}}\,{\rm {d}}H(u)}
(formule van Lévy-Khinchin volgens Paul Lévy en Alexandr Khinchin), of
{\displaystyle \log f(t)=iat-{\frac {\sigma ^{2}}{2}}\;t^{2}+\int \limits _{\infty }^{-0}\left(e^{itu}-1-{\frac {itu}{1+u^{2}}}\right)\,{\rm {d}}M(u)+\int \limits _{+0}^{\infty }\left(e^{itu}-1-{\frac {itu}{1+u^{2}}}\right)\,{\rm {d}}N(u)}
(kanonieke voorstelling volgens Lévy).
Daarin zijn {\displaystyle a} en {\displaystyle \sigma } reële getallen, is {\displaystyle H} een monotoon niet-dalende, begrensde functie met {\displaystyle H(-\infty )=0}, en zijn {\displaystyle M} en {\displaystyle N} op {\displaystyle (-\infty ,0)} respectievelijk {\displaystyle (0,\infty )} monotoon niet-dalend met {\displaystyle M(-\infty )=N(\infty )=0}, en bestaan de integralen {\displaystyle \int \limits _{-\varepsilon }^{-0}u^{2}\,{\rm {d}}M(u)} und {\displaystyle \int \limits _{+0}^{\varepsilon }u^{2}\,{\rm {d}}N(u)} voor iedere {\displaystyle \varepsilon >0}.
Beide voorstellingen zijn eenduidig.
De parameter {\displaystyle a} geeft slechts een horizontale verschuiving van de verdelingsfunctie {\displaystyle F} op {\displaystyle \mathbb {R} } aan. De constante {\displaystyle \sigma } wordt Gauss-component genoemd. De functie {\displaystyle H} heet  Lévy-Khinchin-spectraalfunctie van {\displaystyle F} respectievelijk {\displaystyle \varphi }, die op een niet-negatieve factor na de eigenschappen van een verdelingsfunctie heeft, de functies {\displaystyle M} en {\displaystyle N} heten Lévy-spectraalfuncties van respectievelijk {\displaystyle F} en {\displaystyle \varphi }.
De beide kanonieke voorstellingen zijn generalisaties van een reeds eerder door Andrej Kolmogorov gevonden voorstelling, die echter alleen geldig is voor een verdeling met eindige variantie.